# Roślina monokarpiczna

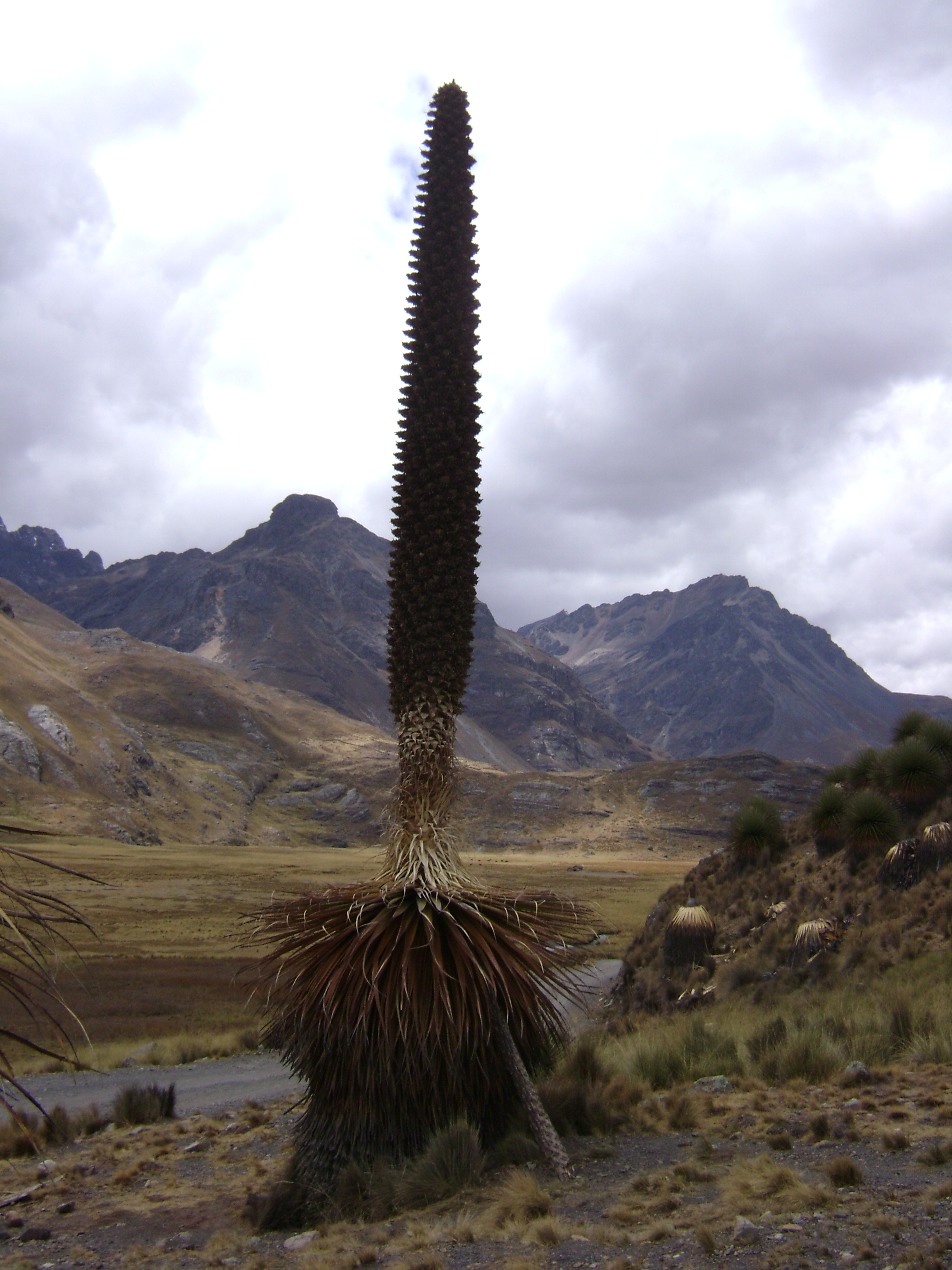
Puya raimondii – przykład rośliny monokarpicznej

Roślina monokarpiczna, hapaksant – roślina, która zakwita raz w ciągu swego cyklu rozwojowego i po rozsianiu diaspor zamiera. Jedno- lub wielokrotność cyklu rozmnażania generatywnego jest jednym z modeli rozwojowych roślin. Rośliny, które w przeciwieństwie do monokarpicznych mają powtarzalne etapy rozwojowe w cyklu życiowym, określane są mianem roślin polikarpicznych.
Do monokarpicznych należą głównie rośliny o krótkim okresie życia – jednoroczne i dwuletnie. Do wyjątków należą monokarpiczne rośliny wieloletnie, np. agawy i część bambusowych.

## Szczegółowe modele rozwojowe roślin monokarpicznych
W zależności od liczby i rozmieszczenia aktywnych merystemów wierzchołkowych wyróżnia się:
- modele jednoosiowe (monopodialne) – rośliny o nierozgałęzionym pędzie zakończonym kwiatem lub kwiatostanem (należą tu rośliny jednoroczne, dwuletnie i wieloletnie, także trawy z pędami jednoosiowymi rozwijającymi się w wyniku krzewienia) – rośliny haplokauliczne,
- modele wieloosiowe (sympodialne):
  - kwiaty rozwijają się na pędach bocznych po ustaniu wzrostu pędu głównego,
  - kwiaty rozwijają się najpierw na końcu pędu, a następnie na wyrastających z pączków kątowych rozgałęzieniach sukcesywnych osi dalszych rzędów.